# 中情局对舆论的影响
美国中央情报局（CIA）在不同時期，主動或遵从总统或国家安全委员会成员的指令，試圖影響美國和國外的公眾輿論。
本文也不讨论狭义的、用以支持隐蔽行动或军事活动的心理战。本文的主要内容是中情局对包括记者、艺术家、劳工领袖等在内的意见领袖的长期影响，而不是诸如散布谣言以支持政变之类的活动。
当执法活动可能暴露秘密行动时，事情变得更加模糊不清。执法机构和情报机构同时面临着这一问题：一方希望提起控诉，另一方则希望继续调查，这可能使阴谋论提升到更大的高度。
据认为，一些分配给中情局的任务实际上并没有必要被列为机密，并且如果让公开机构（overt organizations）支持美国政府所希望的活动，政治风险将被大大降低。美国新闻署一直以来都是一个公开的政治宣传机构。在自由欧洲电台、自由电台以及美国之音这三家媒体中，自由欧洲电台和自由电台均曾受到中情局的秘密赞助。
另一个公开机构是国家民主基金会，创建於1983年。作家及中情局与美国外交政策评论家威廉·布魯姆认为，国家民主基金会创立的目的是合法地延续中情局被禁止从事的活动，包括向特定的国外政治势力提供支持。请参阅USA 1983节了解详情。
2019年4月15日，美國國務卿邁克·蓬佩奧在德州農工大學演講時說，在他擔任中情局局長時，「我們撒謊，我們欺騙，我們偷竊，我們還有一門課程專門來教這些，這些提醒我們美國是如何造就今日榮耀」。